# Синьковский сельсовет (Гродненская область)
Синьковский сельсовет (бел. Сінькоўскі сельсавет) — административная единица на территории Сморгонского района Гродненской области Белоруссии. Население на 1 января 2023 года составляет 1 036 человек.

## Состав
Синьковский сельсовет включает 21 населённый пункт:
- Богуши — деревня.
- Бурчаки — деревня.
- Весенняя — деревня.
- Горбачи — деревня.
- Загорье — деревня.
- Калюги — хутор.
- Кевлы — деревня.
- Коты — деревня.
- Кунава — деревня.
- Ласовичи — деревня.
- Новоспасск — деревня.
- Понизье — деревня.
- Пасынки — деревня.
- Селец — деревня.
- Сивица — деревня.
- Сивки — деревня.
- Синьки — агрогородок.
- Сутьково — деревня.
- Танщина — деревня.
- Терешки — деревня.
- Цари — деревня.